# SN 1966M
SN 1966M – supernowa odkryta 18 grudnia 1966 roku w galaktyce A023706+3809. W momencie odkrycia miała maksymalną jasność 18,50m.